# Parastenocaris gayatri
Parastenocaris gayatri is een eenoogkreeftjessoort uit de familie van de Parastenocarididae. De wetenschappelijke naam van de soort is voor het eerst geldig gepubliceerd in 2004 door Reddy.